# Unreal (Computerspielreihe)
Unreal ist eine Computerspiel-Serie von Epic Games, die zum Genre der Egoshooter zählt.
Mit der 1998 von GT Interactive publizierten Unreal-Reihe leitete man eine neue Ära im Egoshooter-Genre ein. Unreal zählt heute zu den Klassikern im Genre und steht für viele technische sowie spielerische Innovationen.

## Unreal

### Unreal
Unreal wurde von Epic Games entwickelt und 1998 von GT Interactive veröffentlicht. Ähnlich wie das im selben Jahr erschienene Half-Life zeichnete sich das Spiel insbesondere durch nahtlose Darstellung einer zusammenhängenden, atmosphärisch gelungenen Spielwelt aus.
Unreal Mission Pack 1: Return to Na Pali
Return to Na Pali ist das im Mai 1999 erschienene Erweiterungspaket für Unreal und knüpft direkt an dessen Handlung an.

### Unreal II: The Awakening
Unreal II: The Awakening (kurz: Unreal II) spielt in derselben Welt wie der erste Teil von Unreal, führt aber einen neuen Handlungsstrang und neue Schauplätze ein. Der ursprünglich auf den Einzelspielermodus beschränkte Titel wurde von Legend Entertainment entwickelt und nach langjähriger Entwicklungszeit im Februar 2003 veröffentlicht. Das Spiel basiert wie auch Unreal Tournament 2003 auf der Unreal Engine 2. Eine Umsetzung für die Xbox wurde im Februar 2004 auf den Markt gebracht.
Unreal II: eXpanded MultiPlayer
Unreal II: eXpanded MultiPlayer (kurz: XMP) ist eine kostenlose Erweiterung für Unreal II und stellt lediglich die ursprünglich fehlende Mehrspielerfunktionalität her. Die Erweiterung wurde Dezember 2003 veröffentlicht.

## Unreal Tournament

### Unreal Tournament
Unreal Tournament (kurz: UT oder UT99) ist der im Jahre 1999 erschienene, zweite Titel der Serie und ist quasi ein reines Multiplayerspiel (Einzelspieler verfügt über keine Kampagne, vergl. Quake III Arena). 2000 wurde eine Version für die PlayStation 2 und 2001 eine für Dreamcast veröffentlicht.

### Unreal Tournament 2003
Unreal Tournament 2003 (kurz: UT2003 oder UT2k3) wurde Ende 2002 nach dem großen Erfolg des Vorgängers veröffentlicht. Neben zahlreichen, hauptsächlich optischen Änderungen, konnte man bedingt durch das veränderte Gameplay aber nur schwer an den Vorgänger anknüpfen. Das Spiel ist ebenfalls als reiner Mehrspielertitel gedacht und setzte zudem auf die neu entwickelte, zweite Generation der Unreal Engine.

### Unreal Tournament 2004
Unreal Tournament 2004 erschien 2004 am internationalen Markt und ähnelt in vielerlei seinem Vorgänger (UT2003). Neben zahlreichen Neuerungen, diesmal aber vorwiegend spieltechnischer Natur (steuerbare Fahrzeuge, neue Waffen, bessere KI), setzte man sich vor allem mit dem Gameplay auseinander. Dieses wurde zugunsten der Spielerschaft wieder an das althergebrachte UT99-Gameplay angepasst und somit von der Fangemeinde besser aufgenommen.

### Unreal Tournament 3
Unreal Tournament 3 (ehemals Unreal Tournament 2007) ist als das vierte Spiel der Serie mit der Unreal Engine 3 ausgestattet und erschien am 12. November 2007 als Weltpremiere in Deutschland. Neben der üblichen PC- (u. a. Windows/Mac OS X) Version war zum Verkaufsstart auch eine Version für die PlayStation 3 von Sony geplant, doch diese erschien erst 2008. Aufgrund eines „zeitweiligen“ Exklusiv-Deals von Epic Games mit Sony folgte die Version für die Microsoft-Konsole Xbox 360 ebenfalls erst später. Eine Umsetzung für die Nintendo-Konsole Wii galt zunächst wegen ihrer schwachen Rechenleistung als ausgeschlossen.

### Unreal Tournament
Unreal Tournament war ein von Epic Games entwickeltes Ego-Arena-Shooter-Videospiel. Es war das fünfte Spiel in der Unreal-Tournament-Reihe. Das Spiel nutzte die Unreal Engine 4 von Epic und wurde kostenlos für Microsoft Windows, OS X und Linux veröffentlicht. Das Spiel wurde 2014 als Alpha veröffentlicht, aber aufgrund des Fokus von Epic Games auf Fortnite Battle Royale nie fertiggestellt.

## Unreal Championship

### Unreal Championship
Unreal Championship erschien im November 2002 und ist der erste Titel der Reihe, der allein für eine Konsole (und zwar die Xbox) verfügbar ist. Grundlegend betrachtet unterscheidet sich der Titel nur in Kleinigkeiten von UT2003, wie beispielsweise darin, dass hier die unterschiedlichen Charaktere leicht verschiedene Eigenschaften haben (z. B. bezüglich der Geschwindigkeit, Sprunghöhe oder Lebensenergie).

### Unreal Championship 2: The Liandri Conflict
Unreal Championship 2: The Liandri Conflict erschien als zweiter Titel ausschließlich für eine Konsole. Eingesetzt wurde dafür die eigens für die Xbox von Microsoft modifizierte Unreal Engine 2X. Das Spiel unterscheidet sich von seinen Vorgängern im Wesentlichen dadurch, dass ein größerer Schwerpunkt auf den Nahkampf gelegt wurde. Jede Spezies verfügt über eine eigene Blankwaffe, mit der sich beispielsweise auch die Projektile der Fernwaffen abwehren lassen. Im Nahkampf wechselt die Perspektive automatisch in die Third-Person-Perspektive.

## Unreal Engine
Die Unreal Engine (UE) war seit deren Erscheinen der Hauptrivale zur Quake Engine von id Software. Schon die erste Version der Engine, die 1998 gemeinsam mit dem ersten Unreal-Titel erschien, überflügelte technisch bei weitem die Möglichkeiten des Mitbewerbers. Das Spiel wurde gemeinsam mit diversen Modifikationswerkzeuge (wie dem Karteneditor UnrealEd und der Skriptsprache UnrealScript) ausgeliefert, so konnte binnen kurzer Zeit eine große Beliebtheit erzielt werden. Neben der zuvor genannten Quake Engine zählt die Unreal Engine zu den wichtigsten 3D Game Engines am Computerspielemarkt.

### UnrealScript
UnrealScript ist die Skriptsprache der Unreal Engine, sie ähnelt in ihrem Aufbau Java und besitzt Züge einer objektorientierten Programmiersprache.

### UnrealEd
Der UnrealEd (Unreal Editor) ist der Leveleditor, welcher gemeinsam mit der Unreal Engine bzw. dessen Spielen geliefert wird. Durch ihn kann der Nutzer selbst neue Maps oder Levels erstellen und sogar ganze Modifikationen programmieren.